# Василь Кузьменко
Василь Кузьменко (нар. ? — пом. після 1693) — український політичний та військовий діяч, кошовий отаман Війська Запорозького з грудня 1692 до квітня 1693 року.

## Життєпис
Про місце і дату народження нічого невідомо. У грудні 1692 року Василя Кузьменка обрано кошовим отаманом (замість Івана Гусака, якого підозрювали у змові з гетьманом Петром Іваненком). Отримавши владу виступив прихильником союзу з гетьманом Іваном Мазепою та московським урядом.
14 січня 1693 на Січ прибув колишній кошовий отаман Федько Гусак, що намагався вмовити козаків визнати Іваненка, внаслідок цього виникли заворушення і Кузьменка позбавлено влади, але через декілька днів відновлено на посаді.
У подальшому намагався загасити конфлікти між гетьманом, московитами і запорожцями, що були невдаволенні несплатою грошей й ненаданням засобів для війни проти татар, на яку їх спонукав Мазепа. Утім вже у квітні того ж року Кузьменка скинули з отаманства, обравши Івана Гусака. Про подальшу долю Василя Кузьменка немає відомостей.